# Can Pasqual (Gelida)
Can Pasqual és una casa de Gelida (Alt Penedès) protegida com a bé cultural d'interès local.

## Descripció
És un casal de grans proporcions, de dos cossos paral·lels a dues vessants, l'un d'habitatge i l'altre de cellers, renovat el 1914. Consta de dues plantes i golfes, amb moltes finestres, balcons i terrats. Cal esmentar el petit jardí romàntic de gracioses formes a ponent del casal, on també hi trobem un portal de pedra amb una data mig esborrada i un rellotge de sol de l'any 1808.

## Història
Des del 1529 i degut el ric arxiu de la casa, es coneix el seu tarannà pagès. El 1529 fou concedit a Jaume Pasqual "lo Mas Rovira" pel Senyor del Castell Enric Despalau. A l'arxiu s'hi troba també un testament del 1476. A part dels treballs pagesos, del 1806 al 1808, com a mínim, se'n tragué carbó de pedra. El 1808 s'hi elaborava aiguardent. El 1880, com arreu, la fil·loxera destruí les vinyes de la casa, les quals s'hagueren de refer totalment amb ceps americans. La família ha ostentat molt sovint, càrrecs de batlle de Gelida, jutges de pau, religiosos i arquitectes, i han assolit diversos premis els concursos comarcals de vins, a Vilafranca.